# St. Francisville, Illinois
St. Francisville är en ort i Lawrence County i Illinois. Vid 2010 års folkräkning hade St. Francisville 697 invånare.